# Lijst van afleveringen van MythBusters (seizoen 1)
Dit is een lijst van de verschillende mythes en broodjeaapverhalen uitgetest in het eerste seizoen van de televisieserie Mythbusters. Mythes kunnen drie uitkomsten hebben: Busted (de bewering is ontkracht), Plausible (de bewering is plausibel: mogelijk juist), of Confirmed (de bewering werd bevestigd).

## Aflevering 1 — "Ice Bullet, Exploding Toilet, Who Gets Wetter?"

### Ice Bullet
Deze mythe draait om het uittesten van verschillende “magische kogels” die een grote rol spelen in veel complottheorieen zoals die achter de moord op John F. Kennedy.
Deze mythe werd opnieuw getest in Myths Revisited van seizoen 2.
| Mythe | Status    | Notities                                                                           |
| --- | --------- | ---------------------------------------------------------------------------------- |
| Een huurmoordenaar kan een kogel gemaakt van ijs gebruiken om iemand te vermoorden zonder bewijzen of sporen na te laten.                           | Busted    | De kogel smolt al voor hij het geweer verliet.                                     |
| Een huurmoordenaar kan een vleeskogel gebruiken om iemand te vermoorden zonder bewijs achter te laten.                                              | Busted    | De kogel versplinterde bij contact met de huid.                                    |
| Een huurmoordenaar kan een gelatine kogel gebruiken om iemand te vermoorden zonder bewijs achter te laten.                                          | Busted    | De kogel veroorzaakte geen dodelijk letsel                                         |
| Een huurmoordenaar kan een capsule met gif, afgevuurd vanaf een omgebouwde paraplu gebruiken om iemand te vermoorden zonder bewijs achter te laten. | Confirmed | Er is bewijs dat de Bulgaarse dignitaris Georgi Markov op deze manier is vermoord. |

### Exploding Toilet
Dit is de mythe waarbij Buster werd geïntroduceerd.
| Mythe                                                                                        | Status | Notities |
| -------------------------------------------------------------------------------------------- | ------ | --- |
| Een toilet ontploft indien er benzine in wordt gegoten, en dit vervolgens wordt aangestoken. | Busted | De benzine verbrandde, zonder dat er een explosie ontstond. Zelfs een beetje buskruit in het toilet leverde geen explosie op, maar lanceerde wel Buster. |

### Who Gets Wetter?
Deze mythe werd opnieuw getest in MythBusters Revisited in seizoen 3.
| Mythe                                                                      | Status  | Notities |
| -------------------------------------------------------------------------- | ------- | --- |
| Als je tijdens een regenbui rent, word je minder nat dan wanneer je loopt. | Busted¹ | Bij de originele test kwam juist het omgekeerde naar voren: hoe sneller je loopt, hoe natter je wordt. Dit veranderde bij de tweede test in seizoen 3. |

## Aflevering 2 — "Cell Phone Destruction, Silicone Breasts, cd-rom Shattering"

### Cell Phone Destruction
| Mythe                                                                                  | Status | Notities |
| -------------------------------------------------------------------------------------- | ------ | --- |
| Gebruik maken van je mobiele telefoon tijdens het tanken kan een explosie veroorzaken. | Busted | Een normaal functionerende mobiele telefoon kan geen benzine of benzinedampen doen ontbranden, zelfs niet in een ruimte vol benzinedamp. Het echte gevaar zit in de elektrostatische ontlading die kan ontstaan als een chauffeur statisch geladen is (wat kan gebeuren bij het betreden en verlaten van de auto). |

### Silicone Breasts
Een spin-off van deze mythe werd getest in Myths Revisited uit seizoen 2.
| Mythe                                                                                        | Status | Notities                                                                        |
| -------------------------------------------------------------------------------------------- | ------ | ------------------------------------------------------------------------------- |
| Silicone implantaten voor borsten kunnen ontploffen op enorme hoogtes of bij lage luchtdruk. | Busted | De implantaten zijn zeer flexibel, en kunnen gemakkelijk enorme druk weerstaan. |

### Cd-rom Shattering
| Mythe                                                                                         | Status              | Notitie |
| --------------------------------------------------------------------------------------------- | ------------------- | --- |
| Cd’s kunnen versplinteren als ze in een te snelle (40x of hoger) cd-romspeler worden gestopt. | Gedeeltelijk Busted | Er werd bewezen dat een hoge rotatie (van 8000 RPM) een cd kan doen versplinteren, maar de Mythbusters slaagden er niet in dit ook in een cd-romspeler voor elkaar te krijgen. |

## Aflevering 3 — "Barrel of Bricks, Urinating on the Third Rail, Eel Skin Wallet"

### Barrel of Bricks
Dit was de eerste keer dat Buster geheel uit elkaar viel tijdens een experiment.
| Mythe | Status    | Notities |
| --- | --------- | --- |
| Een ongelukkige metselaar kan zichzelf meerdere malen verwonden bij een poging een ton vol bakstenen omhoog te hijsen. | Plausible | Slechts eenmaal werd dit effect bereikt, en toen was de ton al enorm verzwakt, en lieten de Mythbusters hem expres op een scherpe punt vallen. |

### Peeing on the Third Rail
Een spin-off van deze mythe werd getest in Myths Revisited in seizoen 2.
| Mythe                                                                    | Status | Notities |
| ------------------------------------------------------------------------ | ------ | --- |
| Urineren op de derde rail van een spoorlijn kan elektrocutie veroorzaken | Busted | Om dit te bereiken moet je bijna boven op de rails staan. Bij normale stand breekt de urinestraal in losse druppels, en die geleiden geen stroom. |

### Eelskin Wallet
| Mythe | Status | Notities |
| --- | ------ | --- |
| Indien je een portemonnee hebt gemaakt van sidderaalleer, kan dit een statische ontlading opwekken die alles op je creditcards wist. | Busted | De meeste aalleren portemonnees worden gemaakt van een vis genaamd de slijmprik, en die wekken geen stroom op. Bovendien kunnen data op een creditcard niet zo makkelijk worden gewist. |

## Aflevering 4 — "Penny Drop, Deadly Microwaves, Radio Tooth Fillings"

### Penny Drop
| Mythe | Status | Notities |
| --- | ------ | --- |
| Een muntje dat van de bovenste verdieping van een wolkenkrabber valt, kan iemand die op de grond staat doden. | Busted | De totale massa van een muntje is niet groot genoeg om er een dodelijk voorwerp van te maken indien hij gewoon valt. Zelfs afgevuurd uit een geweer niet. |

### Radio Tooth Fillings
| Mythe                                                            | Status | Notities                                    |
| ---------------------------------------------------------------- | ------ | ------------------------------------------- |
| Het is Plausible dat vullingen in tanden radiosignalen oppikken. | Busted | De vullingen deden niet dienst als antenne. |

### Deadly Microwaves
| Mythe | Status      | Notities |
| --- | ----------- | --- |
| Het is Plausible dat bij te lang onder een zonnebank liggen, je van binnenuit wordt gebraden.                                    | Busted      | Zonnebanken werken met uv-straling, en die werkt van buiten naar binnen. Je verbrandt dus eerder van buiten dan van binnen.                                  |
| Je kan een Magnetron opblazen door er metaal in te stoppen.                                                                      | Busted      | Noch een lepel, noch een vork had enig effect, maar werden wel warm. Een aluminium bal gaf een lichtshow van elektrische ladingen, maar geen ontploffing.    |
| Als een glas water wordt verhit in de magnetron en dan geroerd, kan het exploderen door kookvertraging.                          | Confirmed   | Indien het water gedestilleerd water is (dus zonder zouten of mineralen erin), kan na verhitting toevoegen van iets (zout, suiker) een explosie veroorzaken. |
| Als je een Franse poedel in de magnetron zet, droogt zijn haar maar gaat hij dood (het beruchte Hondje in de magnetron-verhaal). | Niet getest | Adam en Jamie besloten dat ze een hond zoiets niet aan konden doen.                                                                                          |

## Aflevering 5 — "Hammer Bridge Drop, Buried Alive, Cola"

### Hammer Bridge Drop
| Mythe | Status | Notities                                                         |
| --- | ------ | ---------------------------------------------------------------- |
| Je kan een val in het water vanaf grote hoogte overleven door een hamer vooruit te gooien, zodat het wateroppervlak alvast breekt. | Busted | De hamer breekt het oppervlak niet genoeg om je leven te redden. |

### Cola Mythes
Cola kan...
| Mythe                                    | Status                  | Notities |
| ---------------------------------------- | ----------------------- | --- |
| ...bloedvlekken verwijderen.             | Confirmed               | De cola kon de bloedvlekken verwijderen.                                                                        |
| ...roest verwijderen                     | Busted                  | Dit had geen effect                                                                                             |
| ...dienstdoen als toiletverschoner       | Niet in deze aflevering | Dit deel van de mythe werd eerst niet uitgezonden. Het werd later getoond in de special "MythBusters Outtakes". |
| ...chroom oppoetsen                      | Confirmed               | en zelfs beter dan een schoonmaakproduct uit de winkel.                                                         |
| ...een tand oplossen overnacht           | Busted                  | De tand begon wel op te lossen, maar het zou veel langer dan één nacht duren om de tand geheel op te lossen     |
| ...een steak oplossen                    | Busted                  | De steak werd alleen zachter.                                                                                   |
| ...een muntje oppoetsen.                 | Confirmed               | De resultaten waren goed. Alleen een stukje munt waar zich een luchtbel had gevormd was niet schoon.            |
| ...accu’s schoonmaken.                   | Plausible               | Het werkte, maar het leek erop dat gewoon water net zo goed werkte. De cola deed niet iets speciaals.           |
| ...vetvlekken verwijderen uit je wasgoed | Busted                  | Had totaal geen effect.                                                                                         |
| ...motoren ontvetten                     | Busted                  | Had eveneens geen effect.                                                                                       |
| ...sperma doden.                         | Busted                  | De cola verdunt het alleen.                                                                                     |

### Buried Alive
| Mythe                                                                                    | Status | Notities |
| ---------------------------------------------------------------------------------------- | ------ | --- |
| Het is mogelijk om uren of zelfs dagen in leven te blijven als je levend begraven wordt. | Busted | Jamie riskeerde zijn leven voor deze mythe. Eerst bleef hij 50 minuten in een doodskist die niet begraven werd. Daarna 30 minuten in een begraven kist. Normaal zou gebrek aan zuurstof iemand binnen een uur fataal worden. Ook kan de kist bezwijken onder het gewicht van de aarde erop. Dat tweede was de reden dat de test na 30 minuten werd gestaakt. |

## Aflevering 6 — "Lightning Strikes Tongue Piercing, Tree Cannon, Beat the Breath Test"

### Lightning Strikes Tongue Piercing
| Mythe                                                                           | Status | Notities |
| ------------------------------------------------------------------------------- | ------ | --- |
| Metalen piercings verhogen iemands kans om door de bliksem te worden getroffen. | Busted | De bliksem lijkt een lichaam met piercing vaker te raken, maar raakt nooit puur de piercing. Om echt bliksem aan te trekken heb je een piercing ter grootte van een deurknop nodig. |

### Tree Cannon
| Mythe | Status                 | Notities |
| --- | ---------------------- | --- |
| Onder belegering van een stam uit de buurt, bouwden middeleeuwse Hongaarse dorpelingen een werkend kanon uit een boomstam in slechts 1 nacht tijd. Maar bij een test explodeerde het kanon en doodde een grote groep dorpelingen. | Gedeeltelijk Confirmed | Het is onmogelijk zoiets in slechts 1 nacht tijd te doen met enkel het gereedschap van destijds. Maar de Mythbusters slaagden er wel in een boomstamkanon te bouwen dat ook werkte. Geladen met 5 pond buskruit en met de loop goed dichtgestopt explodeerde het kanon vervolgens. |

### Beat the Breath Test
| Mythe | Status | Notities |
| --- | ------ | --- |
| Via verschillende middeltjes en trucjes kun je een ademtest voor alcohol misleiden, en laten denken dat je niet hebt gedronken. | Busted | Geen van de middeltjes werkte. Getest werden o.a. Pepermunt, een ui, een batterij in je mond, diep ademhalen vooraf en mondwater. |

## Aflevering 7 — "Stinky Car, Raccoon Rocket"

### Stinky Car
Als een lijk lange tijd heeft liggen ontbinden in een auto, dan...
| Mythe                                                                               | Status    | Notities |
| ----------------------------------------------------------------------------------- | --------- | --- |
| ...kan het interieur van de auto beschadigd raken.                                  | Confirmed | Er werden dode varkens in de auto gelegd gedurende twee maanden. Na die twee maanden waren de stoelen en deurpanelen vies en aan het desintegreren. |
| ...kan de auto nooit goed genoeg worden schoongemaakt om alle stank te verwijderen. | Plausible | Zelfs met de hulp van een professioneel schoonmaakbedrijf kregen de Mythbusters de stank niet weg. Wel hebben ze de auto schoongekregen, maar de MythBusters vonden het niet praktisch, want als je dat voor elkaar wil krijgen, moet je alle kleine stukjes auto schoonmaken en repareren. Er waren ook een aantal dingen die ze niet schoonkregen, zoals de stoelen. Die onderdelen zijn weggegooid. |
| ...kan de auto nooit goed genoeg worden schoongemaakt om hem nog te verkopen.       | Busted    | De MythBusters vonden een koper die de auto wilde verwerken tot reserveonderdelen. |

### Raccoon Rocket
| Mythe | Status | Notities |
| --- | ------ | --- |
| Een man werd ooit 60 meter een rioolbuis uit gelanceerd toen hij probeerde benzine aan te steken om een wasbeer de pijp uit te jagen. | Busted | Buster vatte slechts vlam toen de benzine werd ontstoken. Pas toen Buster in een speciale verpakking werd gestopt zodat hij maar net in de buis paste, en in plaats van benzine buskruit werd gebruikt, werd hij gelanceerd. |

## Aflevering 8 — "Escape From Alcatraz, Duck Quack, Stud Finder"

### Escape From Alcatraz
| Mythe | Status    | Notities |
| --- | --------- | --- |
| Het is mogelijk dat drie gevangenen die ooit spoorloos verdwenen van Alcatraz ontsnapt zijn met een rubberboot gemaakt van regenjassen. | Plausible | De Mythbusters wisten een opblaasbaar vlot van regenjassen te maken, en slaagden erin hiermee naar de kust te varen door handig gebruik te maken van de stromingen in de baai rond Alcatraz. De reden dat de mythe toch als "Plausible" eindigde was omdat er geen bewijs bestaat dat de gevangenen het ooit gehaald hebben. |

### Does a Duck's Quack Echo?
| Mythe                                     | Status | Notities |
| ----------------------------------------- | ------ | --- |
| Het gekwaak van een eend bevat geen echo. | Busted | Met behulp van een audio-expert werd bewezen dat eendengekwaak wel een echo bevat. Deze mythe werd ook getest in Brainiac: Science Abuse. |

### Stud Finders & Mind Control Chips
| Mythe | Status | Notities |
| --- | ------ | --- |
| Als je naar het Rode Kruis gaat om bloed te doneren, krijg je in het geheim chips geïmplanteerd die je gedachten beheersen, en die je kan vinden met een stud finder. | Busted | Hoewel een stud finder microchips onder de huid kan opsporen, werden er geen aangetroffen bij mensen die het Rode Kruis hadden bezocht. |